# Госсель
Госсель (нім. Gossel) — громада в Німеччині, розташована в землі Тюрингія. Входить до складу району Ільм. Складова частина об'єднання громад Оберес-Гераталь.
Площа — 13,52 км2. Населення становить Невірний параметр metadata 16 070 023 ос. (станом на 31 грудня 2021).

## Галерея

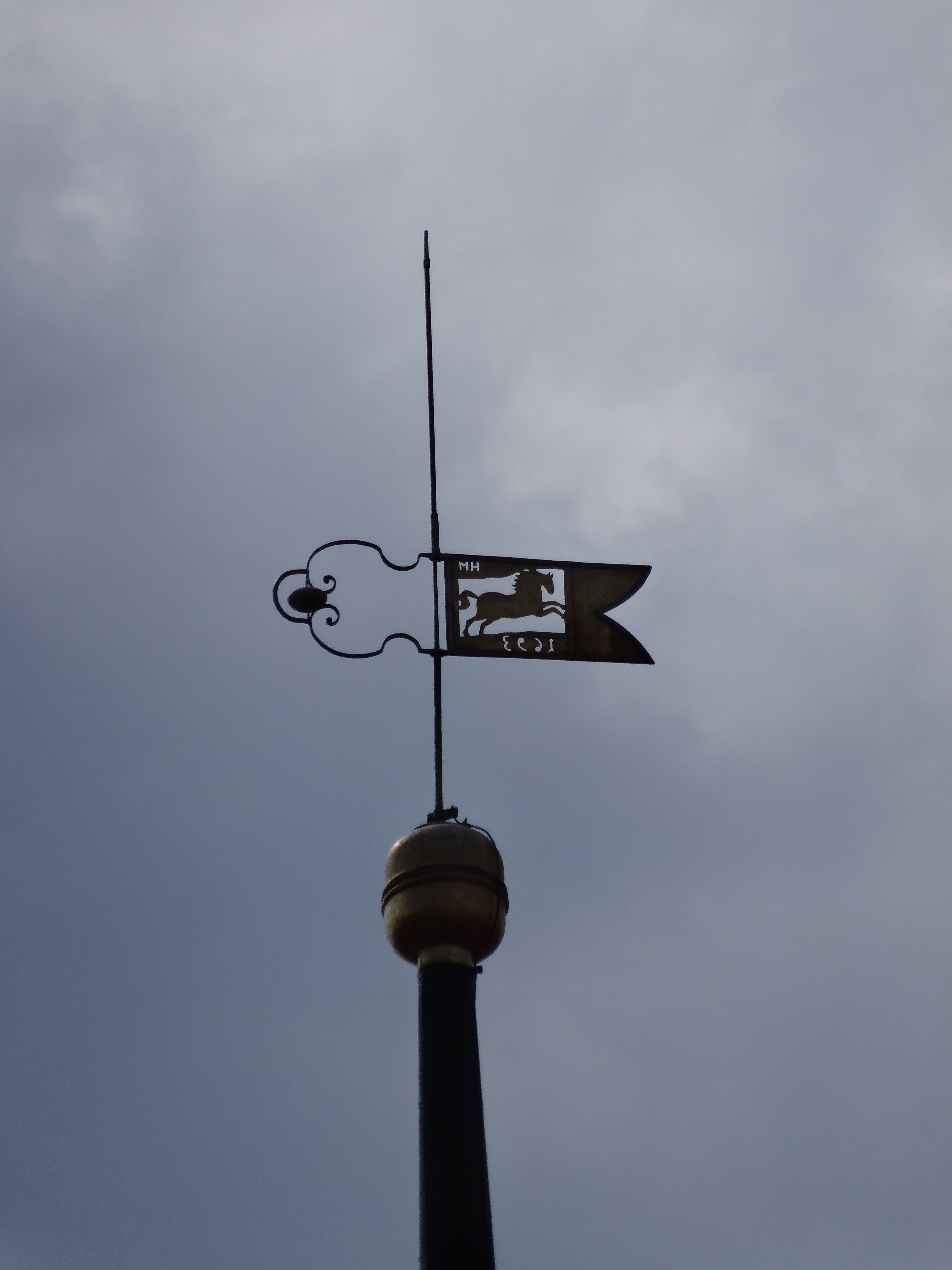
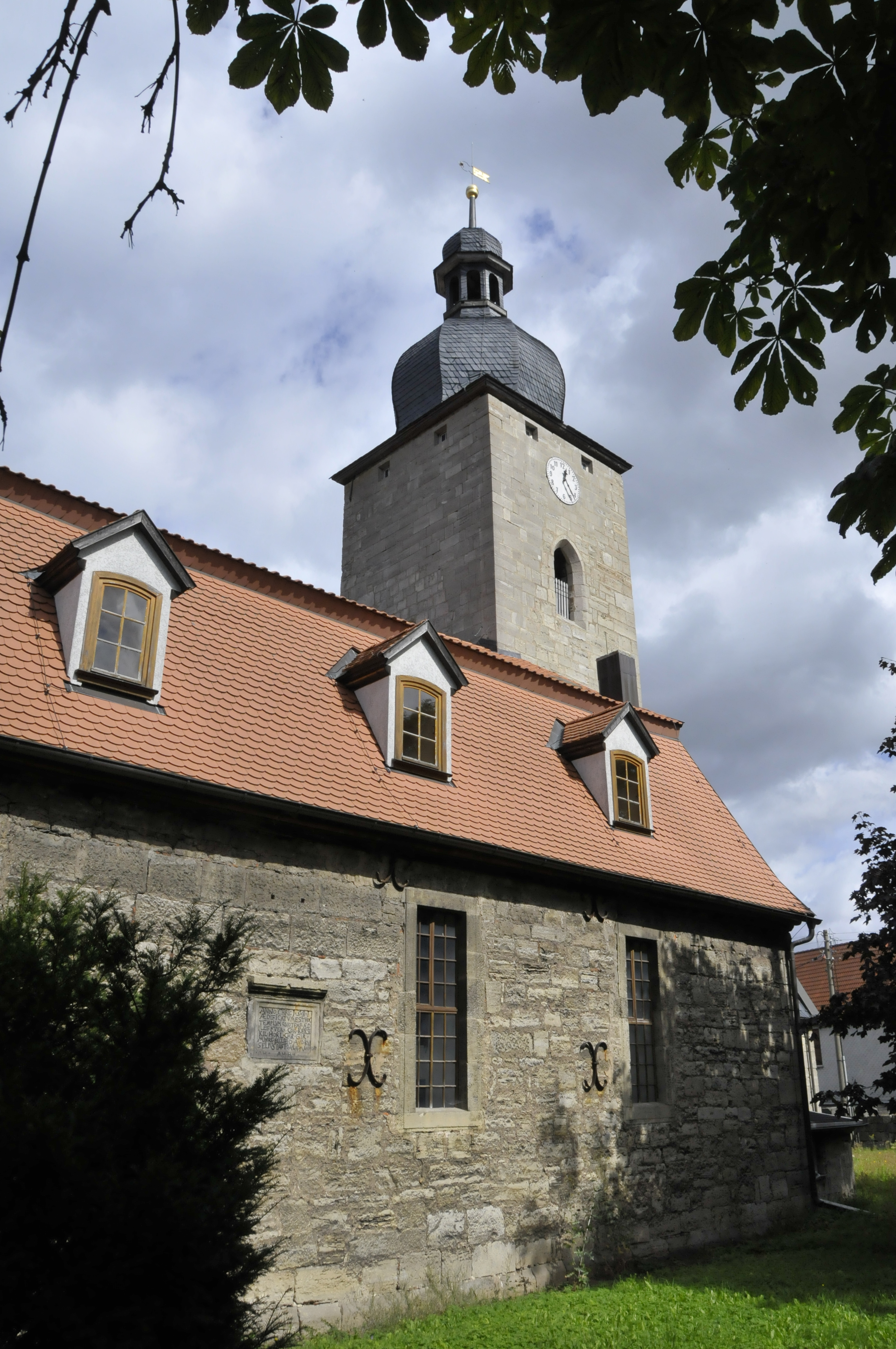
links
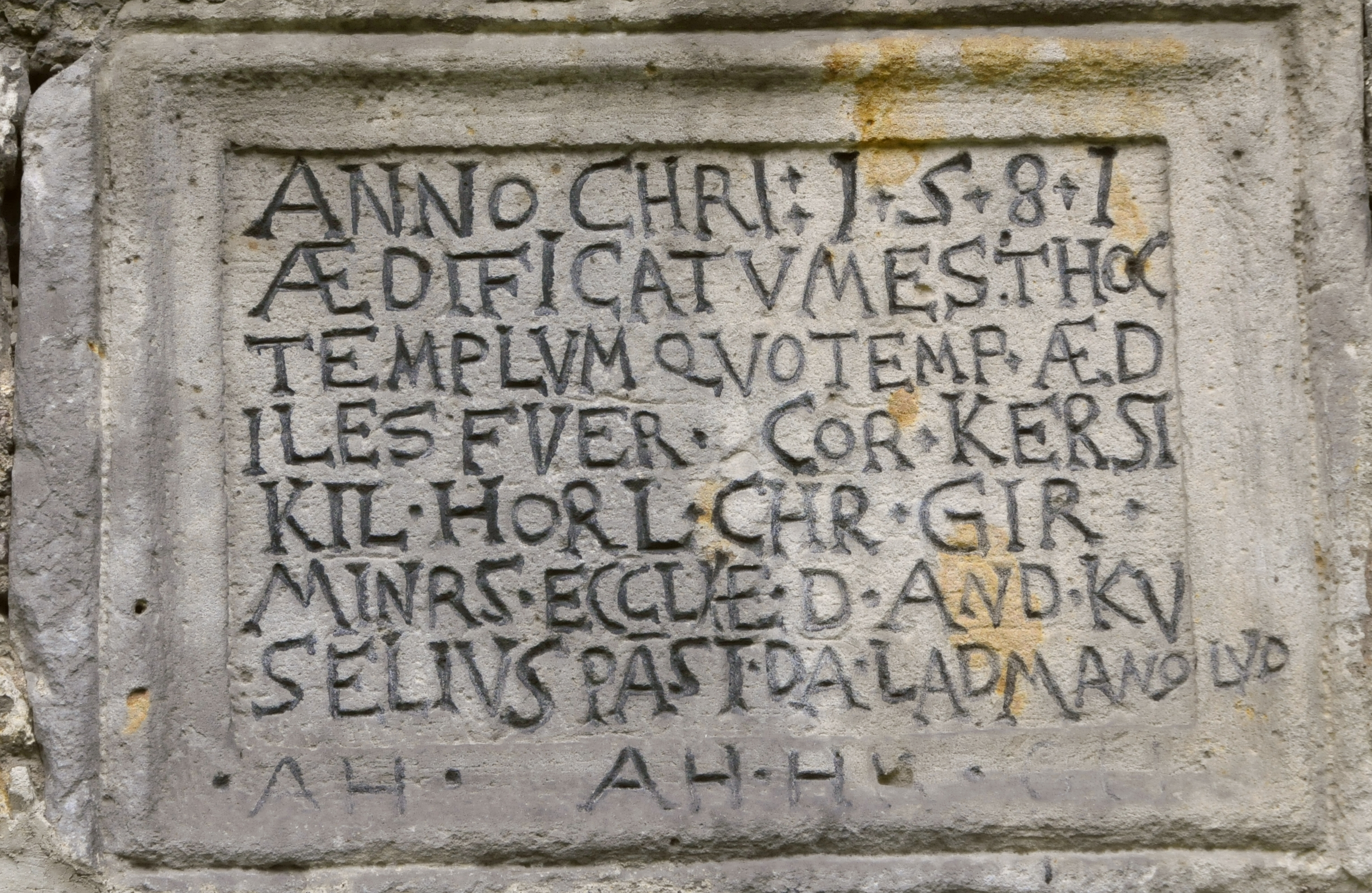
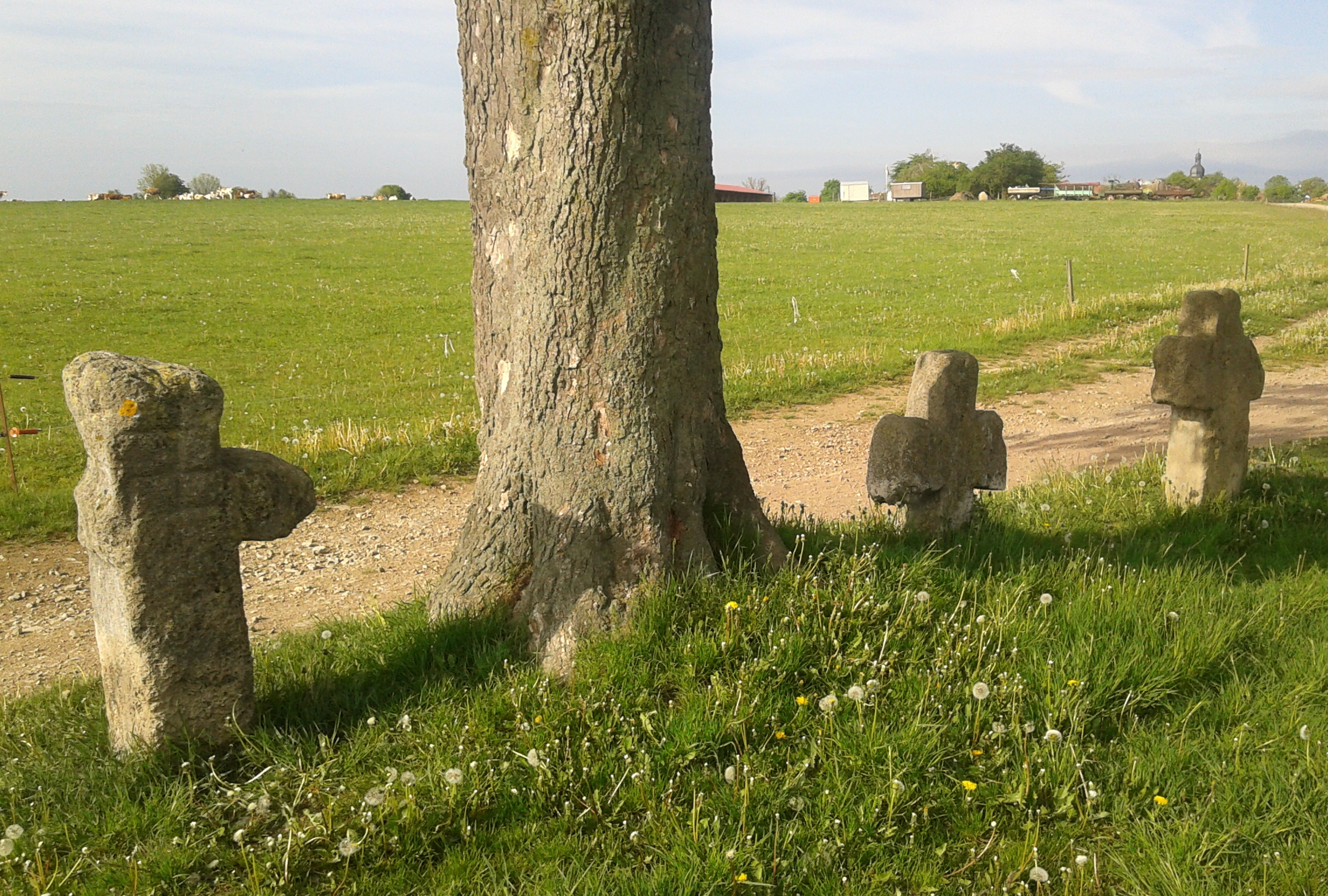